# Friend of the Devil
Pistes de American Beauty
Box of Rain Sugar Magnolia
Friend of the Devil est une chanson écrite par Jerry Garcia et John Dawson pour la musique et Robert Hunter pour les paroles. Elle apparaît sur l'album du Grateful Dead American Beauty, sorti  en novembre 1970. Son riff est particulièrement fameux.

## Texte
Elle traite de la fuite d'un gangster poursuivi par la police. Il s'est échappé de Reno (Nevada) et finit dans une caverne de la partie sauvage de l'Utah. Son crime n'est jamais dévoilé dans la chanson, mais le diable l'aide à s'échapper.

## Histoire
Elle a été jouée pour la première fois en public au concert du Family Dog le 28 février 1970 à San Francisco et a été souvent jouée par le Grateful Dead lors des concerts dans les années qui ont suivi son enregistrement, comme lors du concert au Home Recordings à San Francisco, le 31 décembre 1969. Progressivement, le groupe l'a moins utilisée, un changement inspiré par, selon Jerry Garcia, la sortie de la version de Kenny Loggins. Par ailleurs, en à partir de 1975, dans le cadre du Jerry García Band, Jerry Garcia en propose des interprétations diverses: en 1975, très proches de celles de 1972, puis à partir de 1976, ralenties, sur le modèle des interprétations du Grateful Dead à la même date.
À compter de 1976, le Grateful Dead en propose une version électrique ralentie, comprenant un chorus de claviers (piano ou synthétiseur). Cette approche est celle du groupe pendant la période 1976-1995, par-delà les changements de personnel au sein du groupe.

## Reprises
Bob Dylan et Tom Petty ont repris cette chanson lors de leurs concerts. En 2003,  Counting Crows a inclus une reprise sur un tempo plus lent sur leur album de compilation Films About Ghosts. Tout en reproduisant le riff acoustique, la version de Counting Crows ajoute des partitions de clavier électrique et de guitare qui débutent la chanson.
Mumford and Sons reprennent également cette chanson